# Arbetsetik

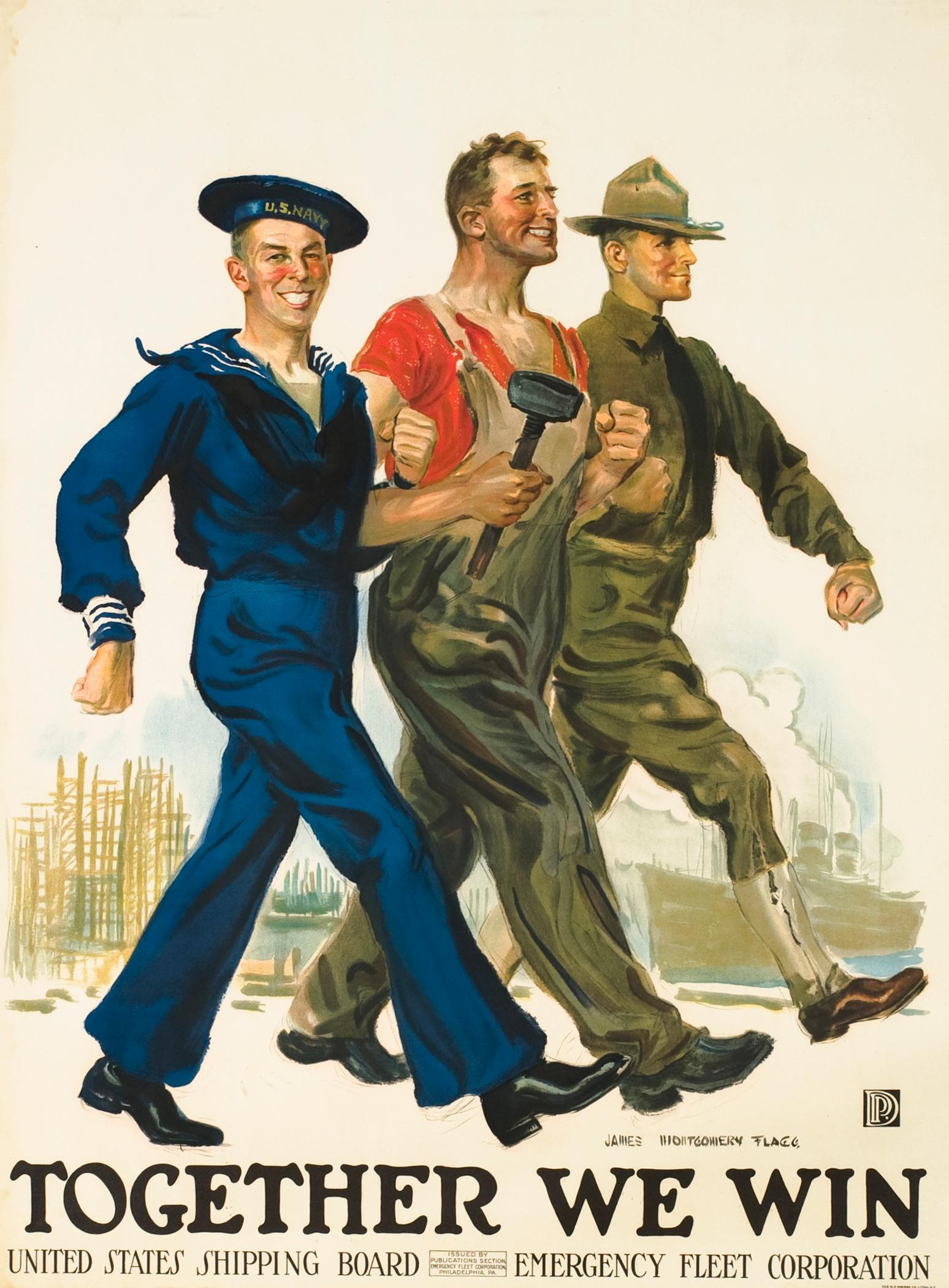
En amerikansk propagandaaffisch som förespråkar arbetsetik för industriarbetarna för att vinna första världskriget.

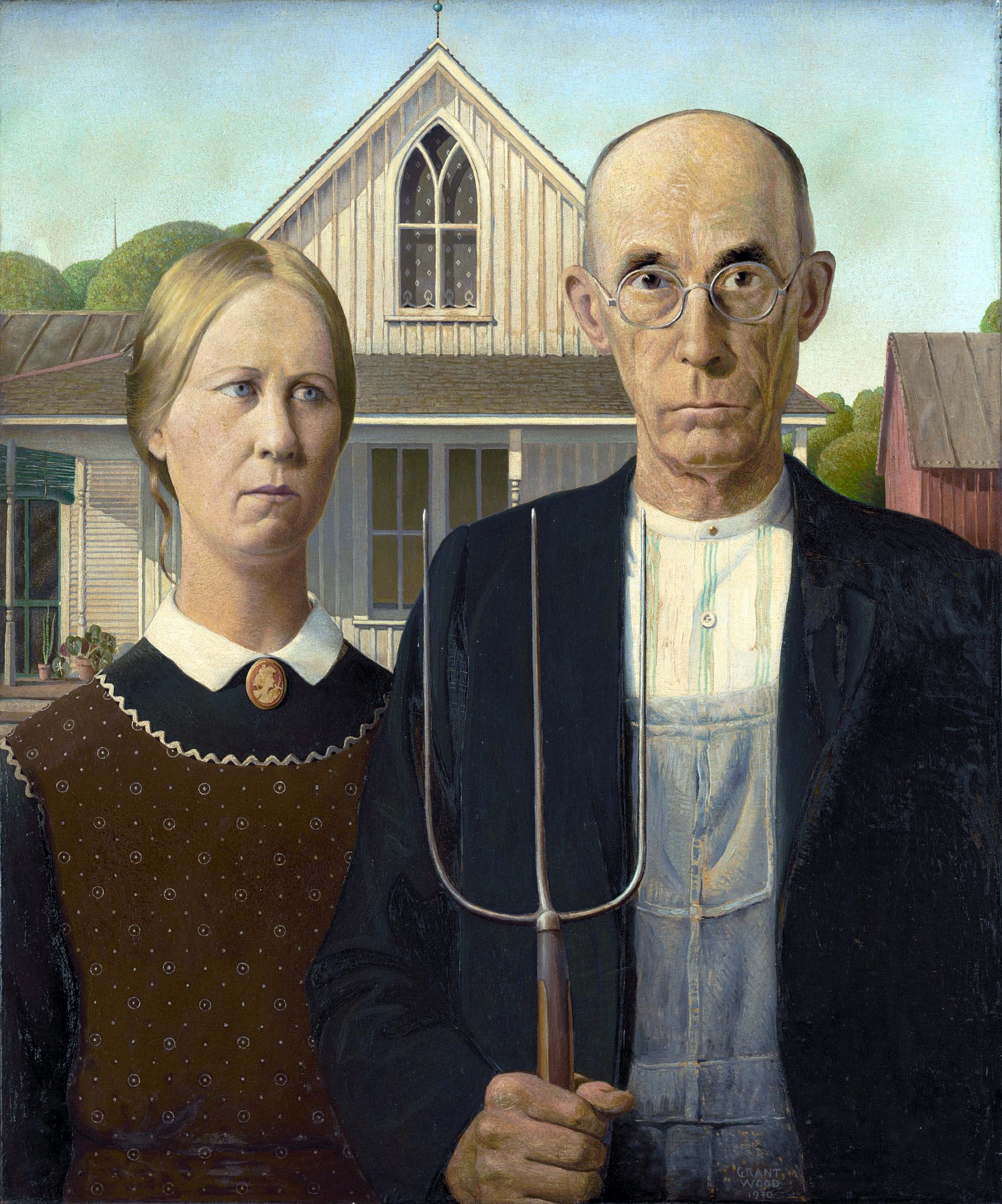
American Gothic, ofta tolkad som en allegori för protestantisk arbetsetik.

Arbetsetik är den etik som framhåller vikten av flit och plikt i lönearbetet. I etiken ingår också en tro på det moraliskt riktiga i att arbeta och i att arbete förbättrar karaktären. Ett mycket närbesläktat begrepp är arbetsmoral. Arbetskritiker kritiserar ibland arbetsetik. 